# 歪思
歪思（Awais Khan、Vais Khan，？—1428年）是東察合台系的一位可汗，失兒阿里斡兀立之子，在1418年－1428年在位。
他三次與瓦剌（四衛拉特）人作戰，以失敗收場。他致力於吐魯番的農業系統。在位時遷都至亦力把里，所以東察合台汗國又被稱為亦力把里。
他在伊塞克湖邊與帖木兒王朝部將薩圖克汗（馬哈麻汗幼子）作戰時為部下誤箭所殺。
他死後，兩個兒子也先不花二世與羽奴思爭立，東察合台汗國分裂。